# Duelo de Cozinheiras
Duelo de Cozinheiras é um filme mudo brasileiro dos gêneros comédia e ficção científica ou, como anunciado à época, uma "fita cômico phantastica”. Foi lançado em 2 de outubro de 1908, tendo sido filmado no Rio de Janeiro, dirigido por António Leal e produzido pela companhia Labanca, Leal e Cia., em parceria com o estúdio Photo-Cinematographia Brasileira.